# Round Robin (Hobby)
Round Robin (auch Rúben, Raben oder Rompen genannt) bezeichnet eine Freizeitbeschäftigung, bei der verschiedene, meist weit auseinanderwohnende Menschen gemeinsam Produkte erstellen. Die Produkte können Stickarbeiten, Quilte oder Geschichten sein, zu denen jeder Teilnehmer ein Stück hinzufügt.

## Ablauf
Die Teilnehmer kommen häufig in Mailinglisten oder Internetforen zusammen, in denen sie sich über ihr Hobby austauschen. 
Zu Beginn eines Round Robin fängt jeder Teilnehmer mit seinem Werkstück an und gibt dabei einige Grundlagen vor. Die angefangenen Handarbeiten oder Geschichten werden in einer bestimmten Reihenfolge weitergeschickt, so dass jeder Teilnehmer an jedem Stück mitarbeitet. Am Ende des Round Robin wird jedes Stück wieder zu dem ursprünglichen "Auftraggeber" zurückgeschickt.
Je nach Art des Produktes können solche Round-Robin-Runden Monate oder gar Jahre dauern.